# Mahorische Fußballauswahl
Die mahorische Fußballauswahl ist die „Fußballnationalmannschaft“ der Insel Mayotte, die vor der Küste Ostafrikas liegt. Als französisches Territorium ist der 1979 gegründete Fußballverband eine regionale Untergliederung des französischen, aber kein Mitglied des Welt- oder des Kontinentalverbandes (CAF).
Mayotte absolvierte in seiner Geschichte bisher nur wenige Partien. Die Spiele fanden ausschließlich gegen die benachbarten Länder bzw. Gebiete Madagaskar, Mauritius, Seychellen und Réunion statt. Außerdem beteiligte sich die Nationalauswahl an der von 2008 bis 2012 ausgetragenen Coupe de l’Outre-Mer, dem Wettbewerb für Auswahlmannschaften aus Frankreichs überseeischen Gebieten. Dabei konnte Mayotte sich 2010 und 2012 immerhin auf Rang 4 platzieren.
Bei einem U-18-Turnier trat 2001 eine kombinierte Auswahl aus Mayotte und Réunion unter dem Namen France de l'Océan Indien an.
2007 erreichte die Mannschaft bei den Indian Ocean Games, einem Fußballturnier, welches im Rahmen der Indian Ocean Island Games stattfand, den dritten Platz.
Nationalstadion von Mayotte ist das Stade Cavani in Mamoudzou, das 5000 Zuschauern Platz bietet. Die erfolgreichsten Mannschaften der ersten Liga sind AS Sada, FC Kani-Bé und Rosador Passamainty. Diese nehmen u. a. an der französischen Coupe des Clubs Champions d'Outre-Mer teil.
Bekanntester Nationalspieler des Landes ist Toifilou Maoulida.

## Turniere

### Weltmeisterschaft
- 1930 bis 2026 – nicht teilgenommen (kein FIFA-Mitglied)

### Afrikameisterschaft
- 1957 bis 2025 – nicht teilgenommen

### Coupe de l'Outre-Mer
- 2008: Gruppenphase
- 2010: 4. Platz
- 2012: 4. Platz

### Indian Ocean Island Games
Vor 2007 hat Mayotte nicht an diesem Turnier teilgenommen.
- 2007: 3. Platz
- 2011: qualifiziert

## Länderspiele
- Liste der Länderspiele der mahorischen Fußballauswahl